# شجر الأحلام (مسلسل)
شجر الأحلام مسلسل درامي، مصري من إنتاج سنة 2001. المسلسل من إخراج محمد عبد العزيز، وتأليف مصطفى إبراهيم، ومن بطولة دلال عبد العزيز، ومحمد رياض، وطارق الدسوقي، وروجينا، وعماد رشاد.

## طاقم التمثيل
أسماء بعض المشاركين في العمل:
- دلال عبد العزيز
- محمد رياض
- طارق الدسوقي
- روجينا
- عماد رشاد
- محمد كامل
- نورهان
- محمد أبو داوود
- أشرف زكي
- نادية عزت
- رجاء أمين
- لطفي لبيب
- جلال عبد القادر
- عبير سيف
- مصطفى درويش
- لقاء سويدان
- هشام المليجي
- ثريا إبراهيم
- نوال سمير
- ألفت سكر
- محمد درديري
- عبد الفتاح إبراهيم
- محمود عبد الغفار
- محمد عبد الحليم
- يوسف فوزي
- شادي سرور
- محمد إبراهيم
- كريم محمود عبد العزيز
- رجاء الجداوي
- محيي الدين عبد الحميد

## إنتاج
- كتب "مصطفى إبراهيم" قصة وسيناريو المسلسل. ومن إخراج محمد عبد العزيز